# 法蘭克·奧本海默
法蘭克·弗里德曼·奥本海默（Frank Friedman Oppenheimer，1912年8月14日—1985年2月3日）是一位美国粒子物理学家、牧场主、科罗拉多大学物理学教授、旧金山探索博物馆的创始人。
法蘭克·奧本海默是罗伯特·奥本海默的弟弟，弗蘭克·奧本海默參與了曼哈顿计划，期間他研究了核物理，並對濃縮鈾做出了貢獻。法蘭克·奧本海默曾經與美國共產黨有所往來，他也因此在戰後受到了關注，並且成為麦卡锡主义者的打擊對象，同時法蘭克·奧本海默被迫離開了明尼苏达大学，而且他被當局列入黑名單，直到1957年他才被允許在科罗拉多州的一所高中上課，後來科羅拉多大學也繼續允許他擔任該學校的物理學教授。1969年，奧本海默在舊金山創立了探索博物館，並擔任該博物館的首任館長，直至1985年去世。

## 早年生活和教育
法蘭克·弗里德曼·奥本海默出生在紐約市的一個猶太家庭。他的媽媽是一名畫家，爸爸從事紡織品進口生意。法蘭克·奧本海默童年時學過畫畫。